# Odontomachus meinerti
Odontomachus meinerti är en myrart som beskrevs av Auguste-Henri Forel 1905. Odontomachus meinerti ingår i släktet Odontomachus och familjen myror. Inga underarter finns listade i Catalogue of Life.

## Bildgalleri

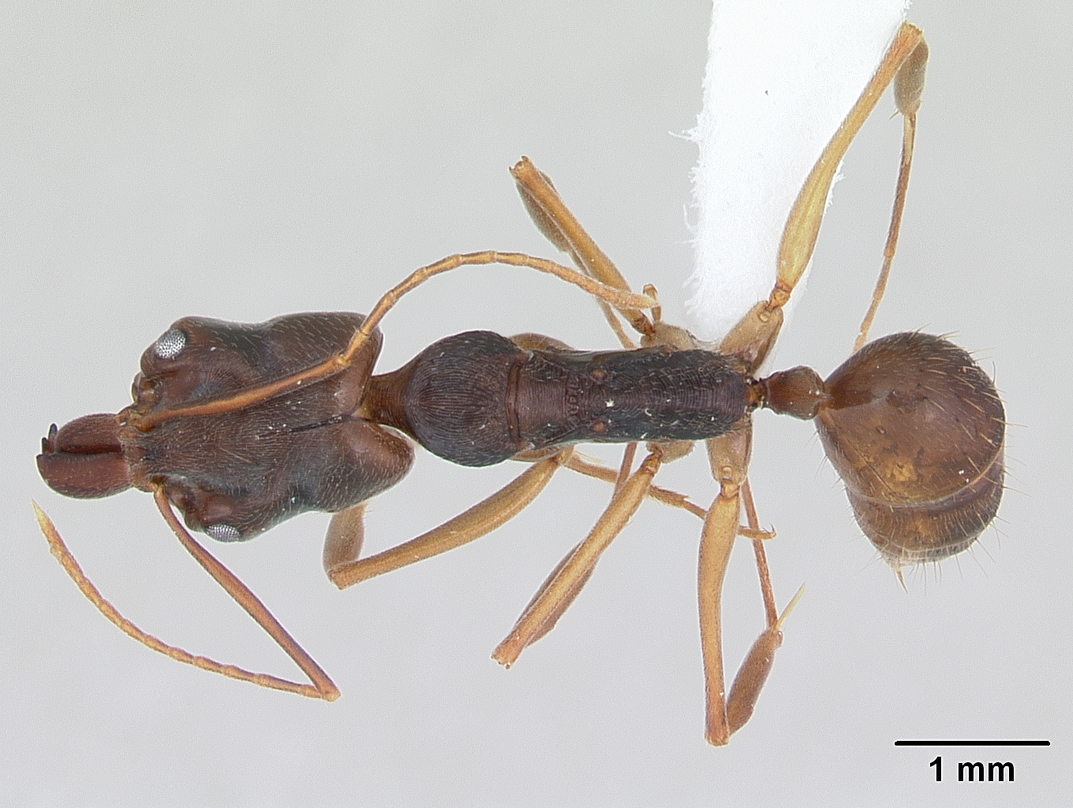
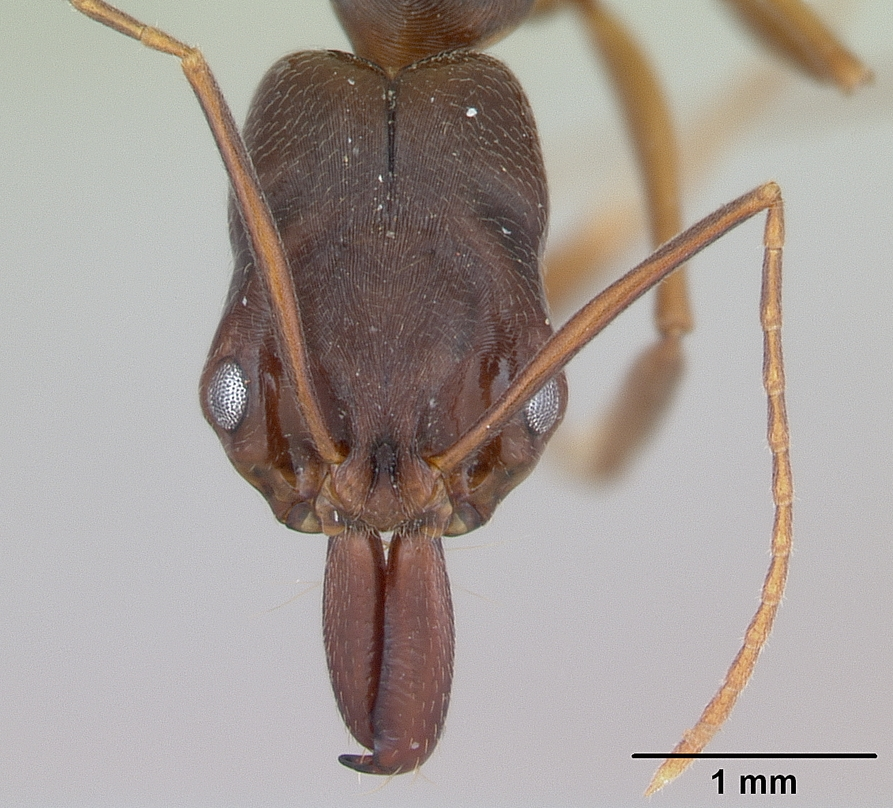
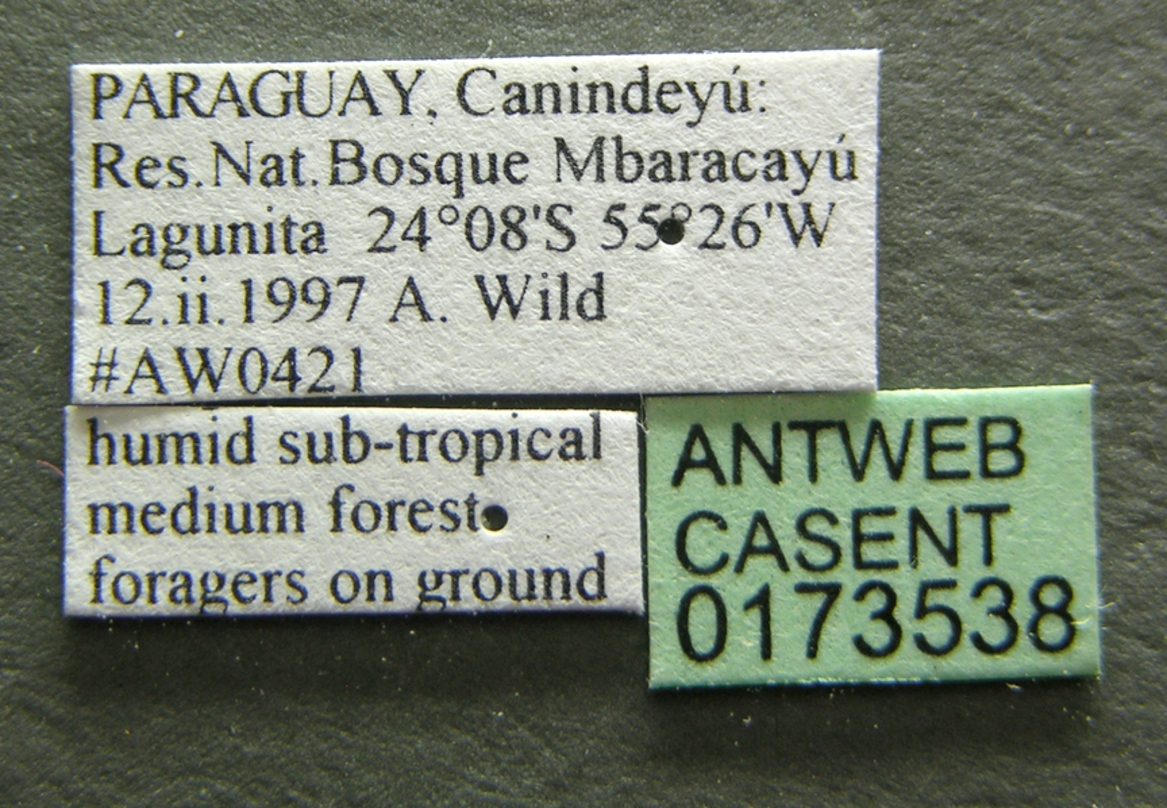
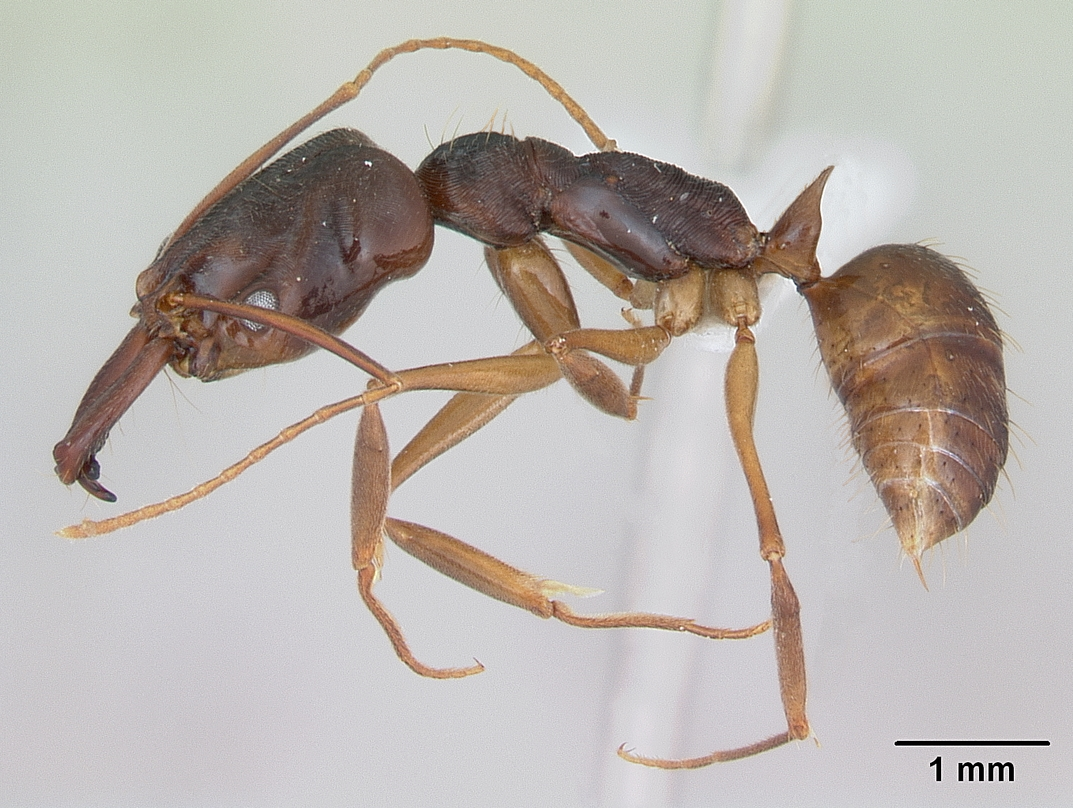